# ZIP disk

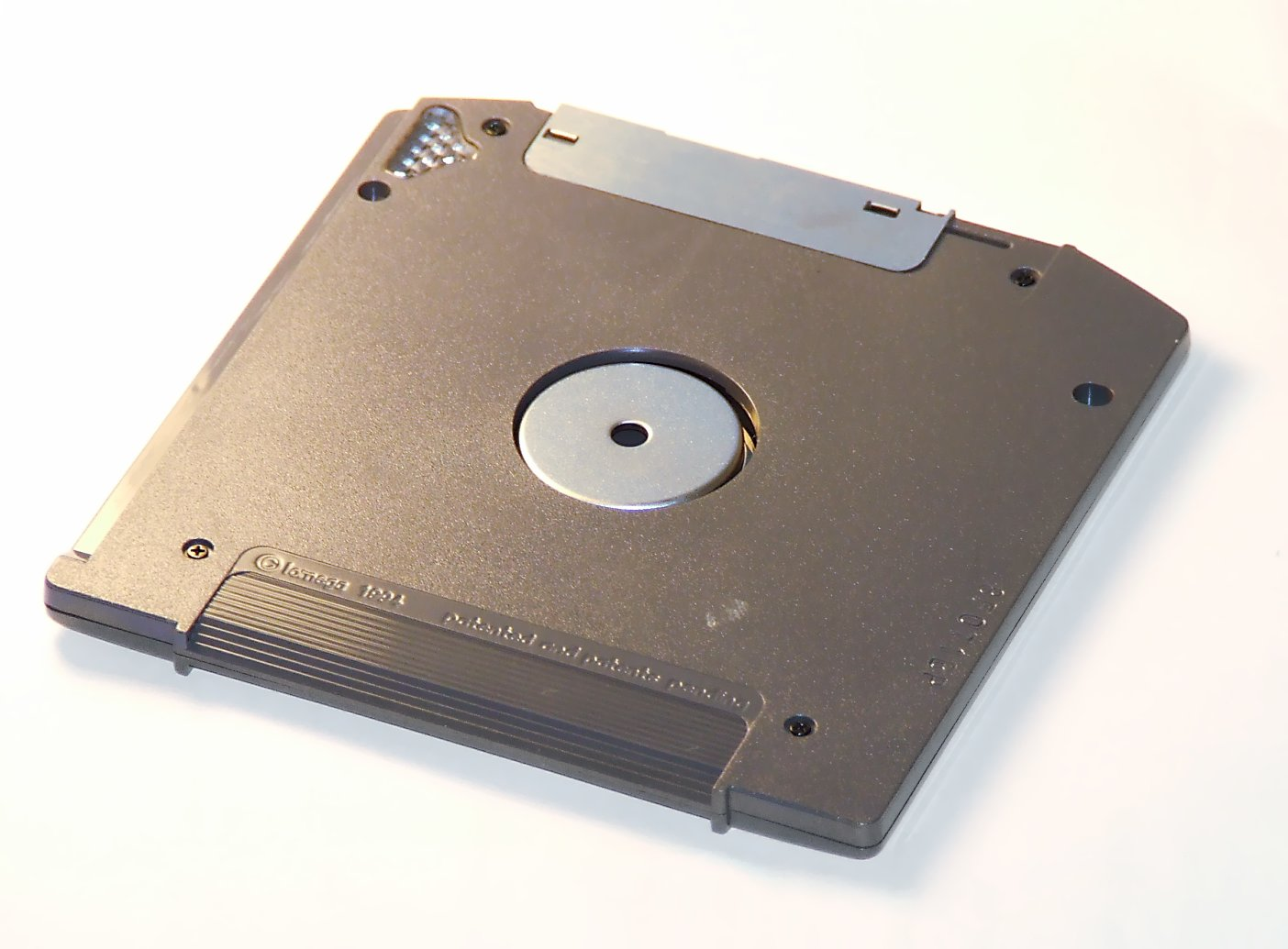
ZIP disk

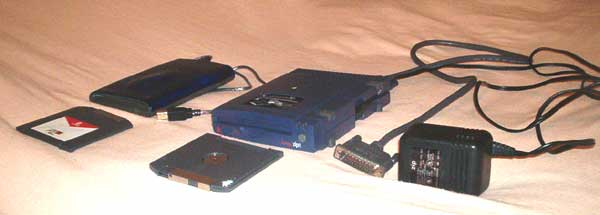
ZIP mechaniky

ZIP disk je vstupně-výstupní zařízení počítače od společnosti Iomega z roku 1994.

## Historie
Mechaniky ZIP využívaly magnetické diskety s kapacitami 100 MB, později i 250 a 750 MB, které byly okolo roku 2000 oblíbené pro zálohování a přenos dat (protože práce s nimi byla mnohem pružnější než s CD-RW a diskety běžných disketových mechanik měly kapacitu jen 1,44 MB). Prodeje mechanik i médií dosáhly maxima v roce 1999; s nástupem zapisovatelných a přepisovatelných optických mechanik, USB flash disků a paměťových karet jejich význam rychle upadal.

## Technické provedení
Mechaniky ZIP se vyráběly s různými rozhraními. Interní mechaniky měly rozhraní IDE nebo SCSI, externí mechaniky využívaly paralelní port, SCSI a někdy i USB.
Média používané v mechanikách ZIP vypadají podobně jako běžné 3,5′ diskety, jsou však tlustší. S uvedením mechanik, které byly schopné pracovat s disky s vyšší kapacitou (250, 750 MB) nastaly problémy s kompatibilitou. Mechaniky schopné pracovat s vyššími kapacitami dokázaly pracovat i s disky s menšími kapacitami, ale např. mechanika pro 250 MB média pracuje pomaleji se 100 MB médii než běžná mechanika pracující výhradně se 100 MB médii a také nedokáže zformátovat 100 MB disk. Mechanika pro 750 MB média nedokáže se 100 MB médii pracovat vůbec.

## Další externí paměťová média
- Disketa
- USB flash disk
- Optická mechanika
- CD-ROM, DVD